# Puerto de Kaohsiung
El puerto de Kaohsiung (chino: 高雄; Hanyu Pinyin: Gāoxióng) es un puerto marítimo, el puerto más grande de Taiwán. Manejó alrededor de 10 millones de TEU en 2007. El puerto se localiza al sur de Taiwán, junto a la ciudad de Kaohsiung, rodeado por las ciudades Gushan, Yancheng, Lingya, Cianjhen, Siaogang y Cijin. Es administrado por la Kaohsiung Harbor Bureau, una división del Ministerio de transporte del Yuan Ejecutivo, el gobierno central de Taiwán (República de China).

## Historia
El puerto era una laguna costera natural antes de que fuera transformado en un puerto moderno.
En el siglo XVI algunos aldeanos ya se habían establecido en las orillas de lo que ahora es Kaohsiung, llamado "Takau" en aquellos tiempos. En 1620 llegaron colonizadores de la Compañía Holandesa de las Indias Orientales que comenzaron a desarrollar el primitivo puerto, al que se le llamó "puerto de Takau" (打狗港), y que creció poco a poco durante la Formosa Holandesa, la era Koxinga y los principios de la Dinastía Qing.
En 1858, la Dinastía Qing perdió la segunda guerra del Opio contra los franceses y británicos, lo que la obligó a firmar los Tratados de Tianjin. Según estos tratados, el gobierno Qing debía abrir cinco puertos de Taiwán al comercio extranjero. El puerto de Takao fue uno de esos cinco puertos y fue abierto al comercio exterior en 1864. Después, el gobierno Qing cedió Taiwán a los japoneses en 1895 tras perder la primera guerra sino-japonesa.
A principios de esta era de dominación japonesa, el gobierno colonial decidió llevar a cabo obras importantes para modernizar el puerto. Se dividió el proyecto en tres etapas: la primera parte se terminó en 1908, la segunda en 1912 y la tercera se interrumpió tras el inicio de la Segunda Guerra Mundial. Durante la guerra el puerto fue fuertemente bombardeado por los aliados.
Después de la guerra, el gobierno de la República de China siguió con el desarrollo del puerto. Así, el "segundo puerto" fue completado en 1975, al eliminar el pequeño puente de tierra que unía Siaogang y Cijin

## Galería

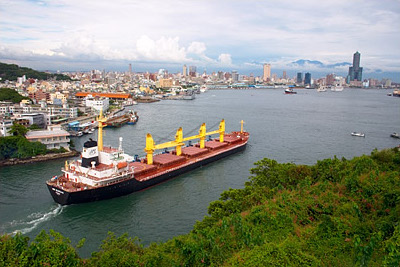
Barco cruzando el primer puerto.
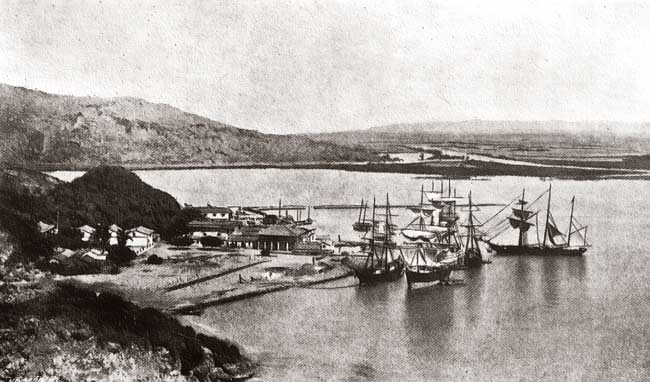
Puerto Takau, 1897.
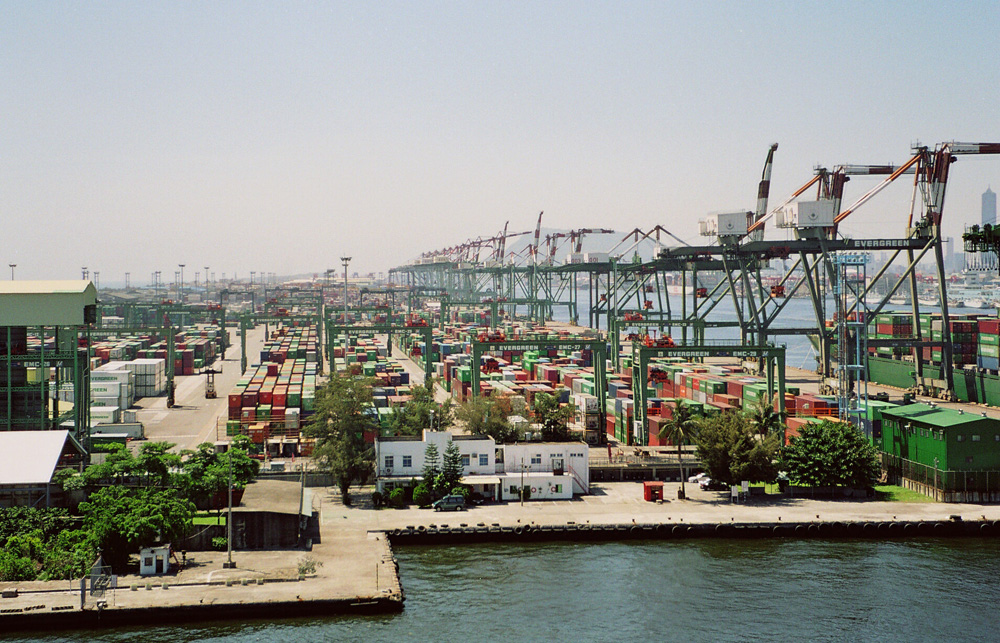
Zona de procesamiento de contenedores.
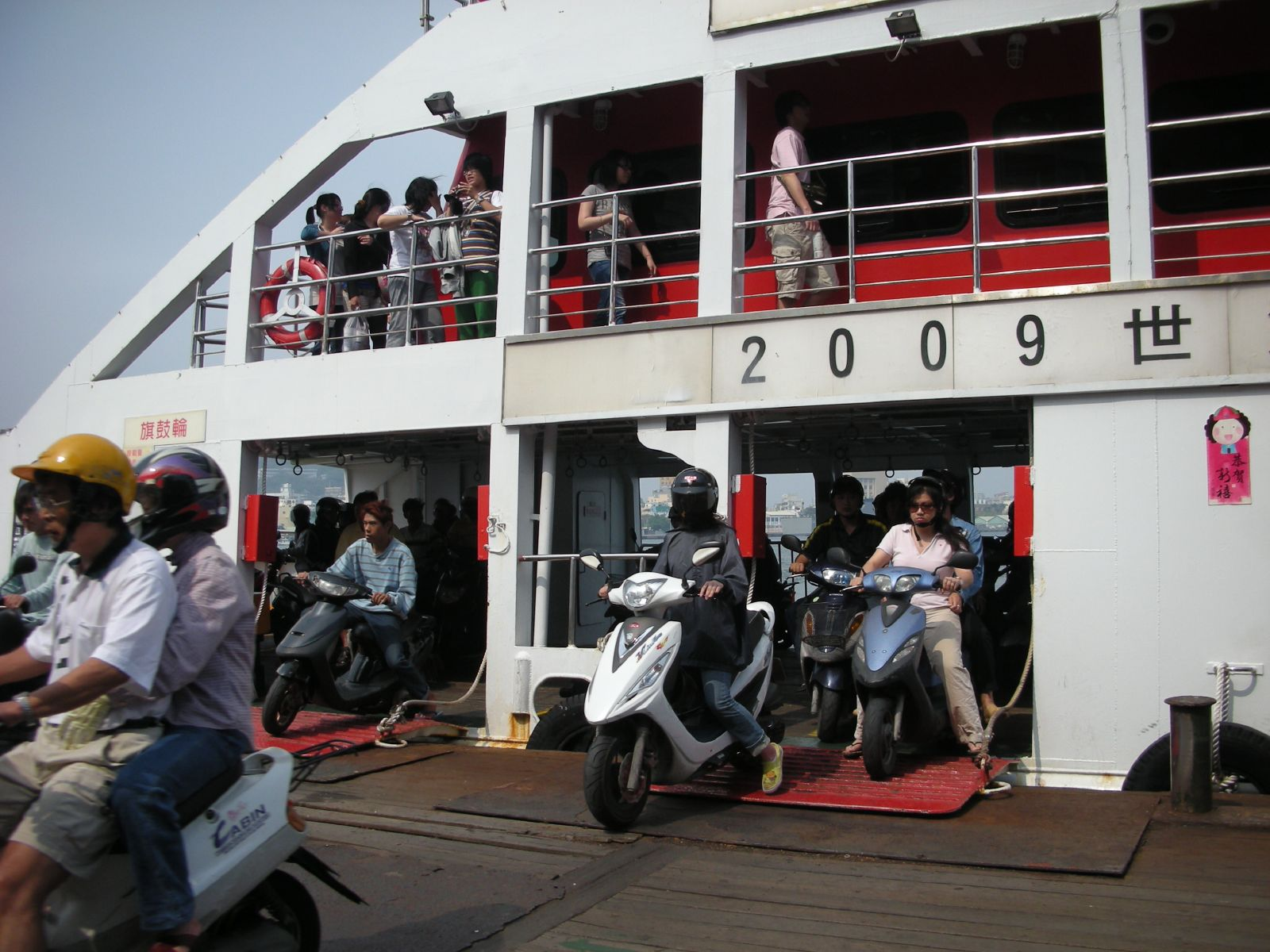
Ferry.